# Beleyn
Els beleyn o bilen són un grup de tribus d'Eritrea, pastors i agricultors, que viuen a la part sud de la província de Keren, on es van establir al segle xvi procedents d'Etiòpia. Ells mateixos s'anomenen bogos. Les dues tribus principals són els Bait Tarke i els Bait Tawke.
El seu nombre es calculava a mitjan segle XX en uns 30.000, i avui dia en prop dels cent mil. El 70% són cristians, i el 20% musulmans, però tots van ser oficialment musulmans durant el domini egipci (1860-1877). Els bilen parlen la llengua blin o bilin, del grup agaw de les llengües cuixítiques. La major part dels cristians entenen el tigrinya i la major part dels musulmans el tigre; els joves parlen també àrab com a segona llengua.